# ADÑ
ADÑ Identidad Española és una coalició electoral euroescèptica presentada el 2018, que, constituïda pels partits d'extrema dreta Democràcia Nacional (DN), Alternativa Espanyola (AES), Falange Espanyola de les JONS (FE de las JONS) i La Falange (FE), va anunciar les seves pretensions de concórrer a Espanya a les eleccions al Parlament Europeu de 2019. Pren inspiració en l'estètica i en la ideologia d'altres partits «identitaris» europeus i de l'experiència trumpista, pretenent aprofitar electoralment del euroescepticisme, la desconfiança en el Partit Popular, i les pors a un canvi en la composició demogràfica del país.

## Resultats electorals
| Any  | Vots   | %    | Escons |
| ---- | ------ | ---- | ------ |
| 2019 | 11 699 | 0,05 | 0 / 54 |